# Ним (игра)

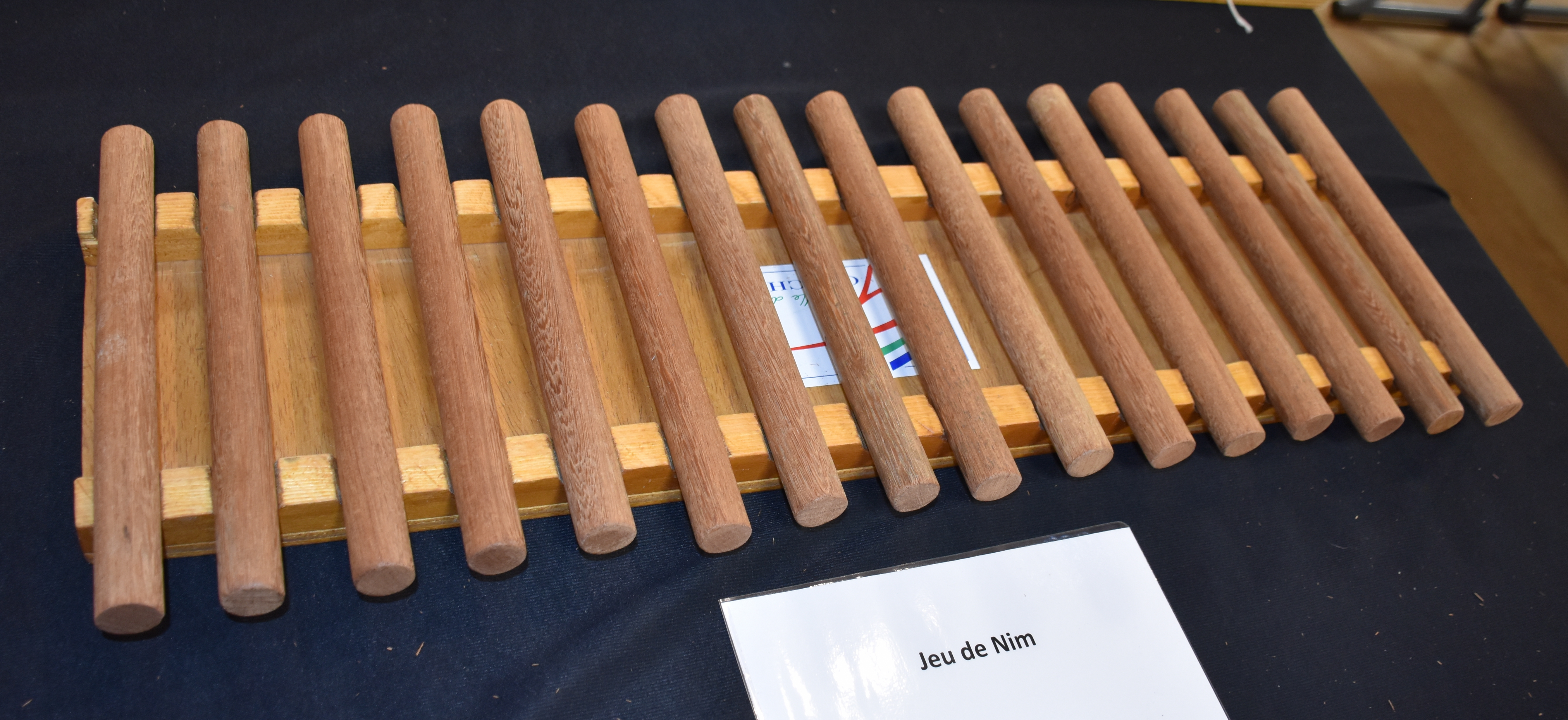

Ним — игра, в которой два игрока по очереди берут предметы, разложенные на несколько кучек. За один ход может быть взято любое количество предметов (больше нуля) из одной кучки. Выигрывает игрок, взявший последний предмет. В классическом варианте игры число кучек равняется трём.
Частный случай, когда кучка одна, но максимальное число предметов, которые можно взять за ход, ограничено, известен как игра Баше. Ним — конечная игра с полной информацией. Классическая игра Ним имеет фундаментальное значение для теоремы Шпрага — Гранди. Эта теорема утверждает, что обычная игра, являющаяся суммой беспристрастных игр, эквивалентна обычной игре в Ним. При этом каждой беспристрастной игре-слагаемому соответствует кучка Ним, число предметов в которой равно значению функции Шпрага — Гранди для игровой позиции данной игры.

## История игры
Китайская игра ним упоминалась европейцами ещё в XVI веке. Имя «ним» было дано игре американским математиком Чарльзом Бутоном (англ. Charles Bouton), описавшим в 1901 году выигрышную стратегию игры. Существует несколько версий о происхождении названия игры:
- от немецкого глагола nehmen или от староанглийского глагола Nim, имеющих значение «брать»;
- ананим от английского глагола Win («побеждать»).

Игрушка «Доктор Ним», небольшой шариковый компьютер, придуманный в 1960-х, играл не в ним, а в игру Баше.

## Стратегия игры
В общем случае рассматривается {\displaystyle p} кучек предметов с {\displaystyle N_{1},N_{2},\dots ,N_{p}} предметами.
Игроки ходят по очереди. Ход заключается в том, что игрок берёт из кучки {\displaystyle i\in [1,p]} {\displaystyle n\in [1,N_{i}]} предметов. Каждой позиции игры ставится в соответствие ним-сумма этой позиции — результат сложения размеров всех кучек в двоичной системе счисления без учёта переноса разрядов, то есть сложение двоичных разрядов чисел в поле вычетов по модулю 2: {\displaystyle S=N_{1}\oplus N_{2}\oplus \cdots \oplus N_{p}}
Выигрышная стратегия состоит в том, чтобы оставлять после своего хода позицию с ним-суммой, равной нулю. Она основана на том, что из любой позиции с ним-суммой, не равной нулю, можно одним ходом получить позицию с нулевой ним-суммой, а из позиции с нулевой ним-суммой любой ход ведёт в позицию с ним-суммой, отличной от нуля.
Пример: предположим, в игре три кучки, в них соответственно 2 (0010 в бинарном представлении), 8 (1000) и 13 (1101) предметов. Ним-сумма этой позиции — 7 (0111). Следовательно, выигрышная стратегия состоит в том, чтобы взять три предмета из третьей кучки — там останется 10 (1010) предметов, и ним-сумма позиции станет 0 (0000). Предположим, после вашего хода противник забирает все предметы из первой кучки — выигрышная стратегия будет заключаться в том, чтобы забрать два предмета из третьей кучки. В таком случае после вашего хода в кучках будет соответственно 0 (0000), 8 (1000) и 8 (1000) предметов, ним-сумма по-прежнему будет равняться 0.

## Варианты

### Обратный ним
Игроки дополняют кучки до некоего {\displaystyle N}. Имеется как квест в компьютерной игре «Космические рейнджеры». Игра эквивалентна обычному ниму с состоянием {\displaystyle \{N-N_{i}\}_{i=1}^{p}}.

### Ним-Баше
Можно брать не более {\displaystyle k} предметов. Игра эквивалентна обычному ниму с состоянием {\displaystyle \{N_{i}\operatorname {mod} (k+1)\}_{i=1}^{p}}

### Шоколадка
Есть шоколадка {\displaystyle m\times n}, одна долька «отравленная». Игрок своим ходом разламывает шоколадку по линии и съедает неотравленную часть. Проигрывает тот, кому останется отравленная долька. Игра эквивалентна ниму с четырьмя кучками.

### Мизер
В этом варианте игрок, взявший последний объект, проигрывает. Выигрышная стратегия совпадает с выигрышной стратегией обычной игры до того момента, когда в результате хода игрока на столе должно остаться некоторое количество кучек с единственным предметом в каждой из них. В случае мизера игрок должен оставить нечётное количество кучек, тогда как выигрышная стратегия обычной игры требует оставить чётное количество кучек, чтобы ним-сумма равнялась нулю. Это можно сформулировать так: если осталась ровно одна кучка, содержащая более одного предмета, то забрать из неё все предметы или все кроме одного, чтобы осталось нечетное количество единичных кучек; иначе придерживаться выигрышной стратегии обычной игры. 
Можно заметить, что выигрышная стратегия обычной игры не может создать позицию, в которой ровно одна неединичная кучка, так как ним-сумма для такой позиции будет ненулевой. Поэтому такая позиция является проигрышной и для обычной и для мизерной игры, от нее всегда можно перейти в выигрышную позицию мизерной игры указанным выше способом. 

### Мультиним
Более общий случай игры Ним был предложен Элиакимом Муром. В игре {\displaystyle Nim_{i}} игрокам разрешается брать предметы из максимум {\displaystyle i} кучек. Легко видеть, что обычная игра ним является {\displaystyle Nim_{1}}. Для решения необходимо записать размеры каждой кучки в двоичной системе счисления и просуммировать эти числа в {\displaystyle (i+1)}-ичной системе счисления без переносов разрядов. Если получилось число 0, то текущая позиция проигрышная, иначе — выигрышная и из неё есть ход в позицию с нулевой величиной.

### Форкед-ним
Еще один вариант игры был предложен Матвеем Бернштейном. В нем можно произвольно разбивать любую кучку на две произвольные кучки вместо хода. Во всем остальном игра ведется по обычным правилам.

## В кино и телевидении
- Эта игра служит метафорой происходящего в фильме «В прошлом году в Мариенбаде»[1].